# Podsarnianka
Podsarnianka, Orawka – potok, dopływ Czarnej Orawy. Wypływa na wysokości około
865 m na południowych stokach Bukowińskiego Wierchu we wsi Bukowina-Osiedle w województwie małopolskim, w powiecie nowotarskim, w gminie Raba Wyżna. Początkowo spływa w kierunku północno-wschodnim, potem cały czas skręca w lewo i kolejno płynie w kierunku północnym, północno-zachodnim, zachodnim, na koniec południowo-zachodnim. Przepływa przez miejscowości Bukowina-Osiedle, Harkabuz, Podsarnie i Podwilk. W tej ostatniej miejscowości na wysokości około 662 m łączy się z Podszklanką tworząc rzekę Czarna Orawa.
Podsarnianka znajduje się w zlewisku Morza Czarnego. Płynie przez Pogórze Orawsko-Jordanowskie.